# Лонгбридж

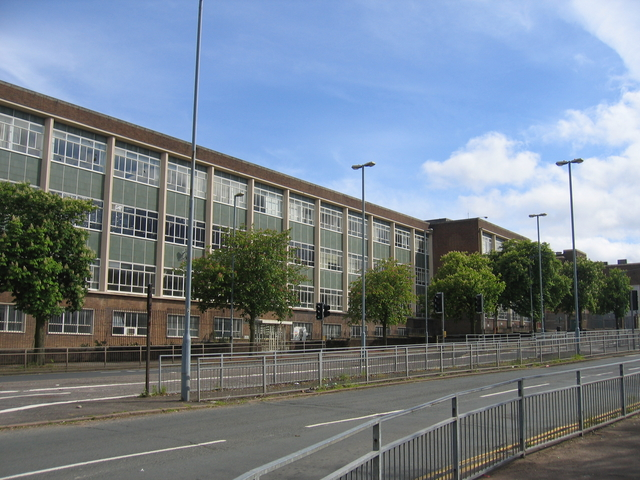
Здание завода Longbridge plant

Лонгбридж (англ. Longbridge) — промышленный район города Бирмингем (графство Уэст-Мидлендс, Великобритания), который на протяжении XX века практически полностью занимало одно из крупнейших автомобилестроительных предприятий Англии — Longbridge plant. В конце 1960-х годов этот комплекс, принадлежавший British Leyland Motor Corporation, был крупнейшим автозаводом в мире, на котором работало около 25.000 человек.

## Население
Согласно переписи населения 2001 года, опубликованных на сайте городского совета Бирмингема, в Лонгбридже проживают 30964 человек. В районе площадью 8,2 квадратных километров плотность населения составляет 3789 человек на квадратный километр, что сопоставимо в среднем для Бирмингема. Возраст 24,6 % жителей — до 16 лет, 57,7 % — между 16 и 59, 17,6 % — старше 60 лет. Средний возраст составляет 35,8 лет. Этнические меньшинства составляют 6,8 % (2117 человек) населения, по сравнению с 29,6 % в Бирмингеме. Перепись констатировала, что 13 953 (65,4 %) населения в возрасте от 16 до 74 работают или ищут работу.

## История

### 1895—1940 годы
В конце XIX века собственники нескольких небольших типографий Бирмингема решают объединить производство за пределами города, для чего скупают несколько полей, ранее используемых для сельскохозяйственных нужд. Место было выбрано с учётом наличия транспортной развязки, включая железнодорожные ветки. Новое предприятие было запущено в 1895 году. Однако, оно оказалось убыточным, а, поскольку было построено на заёмные средства, в 1901 году перешло в собственность банку-кредитору.
В 1905 году конструктор и предприниматель Герберт Остин, недавно покинувший Wolseley Motors, начал поиск инвестиций для создания нового собственного автомобильного предприятия. Из требуемых £ 10000 он находит 7750 фунтов стерлингов (на 2010 год — ≈2 610 000 фунтов стерлингов при пересчёте по средней заработной плате). На эти деньги он покупает разорившуюся типографию с участками прилегающих территорий и создаёт компанию Austin Motor Company.
Первый автомобиль Austin 18/24HP Endcliffe был выпущен в марте 1906 года. К 1908 году на предприятии, которое занимало 1,6 га, трудилось уже 1000 рабочих. В 1914 году потребности растущего производства сделали необходимым строительство дополнительных терминалов и собственной электростанции. С началом Первой мировой войны завод перешёл на исполнение государственных военных заказов и расширил свою площадь ещё на 3,2 га. Также была построена собственная железнодорожная станция. В 1916 году были куплены участки земли к северу от существующих. Для строительства новых производственных площадей протекающая там река Rea была частично заключена в трубы. Начало 1920-х годов стало для Austin Motor Cars переломным моментом. Предприятие, ранее ориентирующееся на производство дорогих машин, перешло на выпуск недорогих малолитражных автомобилей. Первым стал Austin 12 с объёмом двигателя 1,6 литра, выпускавшийся с 1921 по 1939 год. В 1922 году был выпущен ещё один представитель этого класса, который стал символом марки, — Austin 7, объём двигателя у которого не превышал 800 см³.

### 1941—1970 годы
После начала Второй мировой войны производство опять было переориентировано на военные заказы. Завод выпускал противотанковые пушки QF 2 pounder,QF 6 pounder, QF 17 pounder; лёгкие бомбардировщики Fairey Battle, истребители Hawker Hurricane и отдельно авиационные двигатели; снаряды, мины, глубинные бомбы. Такая концентрация производства военной продукции вызывала пристальное внимание противника: этот район Англии для Люфтваффе являлся преимущественной целью бомбардировок.

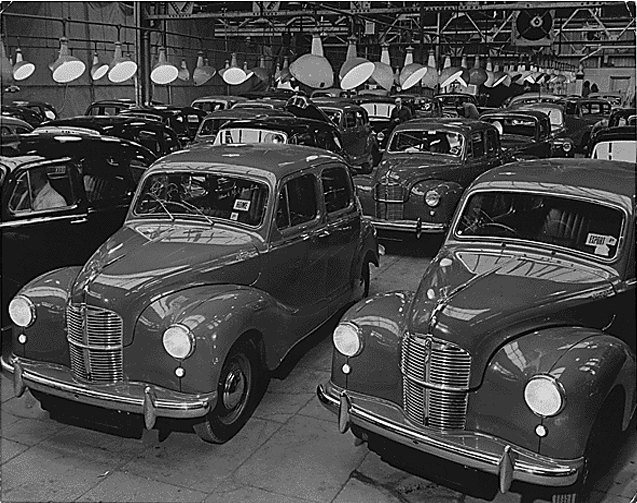
Заводской цех. 1948 год.

Послевоенный модельный ряд был значительно расширен. В 1950—1960-е годы завод выпускает такие «легендарные» автомобили: Austin FX4 — самый узнаваемый таксомотор в мире, Mini — второй по популярности «автомобиль XX века» (первенство у Ford Model T), Austin-Healey — культовый спортивный автомобиль. К 1968 году Longbridge plant стал крупнейшим автозаводом в мире. В 1968 году компания преобразована в British Leyland Motor Corporation.

### 1970—2005 годы
British Leyland столкнулась с финансовыми трудностями, была рефинансирована правительством и частично национализирована в 1975 году. Модернизация производства на Longbridge plant завершена в 1979 году, а в 1980 году запущен в серию Austin Metro, который стал одним из самых популярных автомобилей, когда-либо производимых на заводе. В 1988 году завод был продан British Aerospace, которая переименовала его (совместно с прочими предприятиями) в Rover Group. В 1995 году концерн BMW, ожидая дальнейшего роста тенденций глобализации автомобильного рынка, купил Rover Group, в том числе и завод Longbridge.

### Настоящее время
Цепочка реорганизаций и слияний была продолжена, в результате чего в 2005 году предприятие стало собственностью китайской государственной корпорации Nanjing Automobile. Она оставила не более четверти существовавших производственных площадей под производство модели Rover MG TF, остальная недвижимость была распродана под жилищное и коммерческое строительство. Последним ударом по существованию некогда крупнейшему в мире автомобилестроительному заводу стало увольнение в 2010 году 6000 его работников. От прежней известности остался технический центр-студия, в которой 300 инженеров-конструкторов и дизайнеров разрабатывают новые модели для MG Motor.
Освободившиеся земли используются для нужд самых разных направлений промышленности и социальной сферы. Так в конце 2007 года было завершено строительства технологического парка. Здание предназначено для развития высокотехнологичных отраслей экономики; одними из арендаторов выступают фирмы Dell и IBM. Ранее объявлялось о планах строительства ещё 2 зданий для аналогичных целей, однако мировой финансово-экономический кризис отложил их воплощение на неопределённый срок.
В районе Лонгбридж запланировано широкое жилищное строительство: здесь должны быть возведены 2000 новых домов, первая часть вдоль улицы Lickey Lane Park View. Первоначальное финансирование осуществляется за счёт правительства страны. Работы начались в конце 2010 года. Согласно пресс-релизам дома продаются гораздо лучше, чем можно было предположить. Река Rea, которая ранее была заключена в водопроводных трубах, будет снова выведена на поверхность и станет составной частью запланированной парковой зоны Austin Park. Городской совет Бирмингема одобрил проект строительства к весне 2013 году коммерческого центра на 25 магазинов и ресторанов с крупным супермаркетом сети Sainsburys с подземной автостоянкой на 700 парковочных мест. Там также будет расположен отель на 75 одноместных номеров и 40 апартаментов с видом на новый парке. Запланировано строительство молодёжного центра с  танцевальной студией, спортивным залом, конференц-залами и открытыми площадками. Центр находится в стадии разработки, проектная документация будет завершена летом 2012 года.

## Интересные факты
В 2005 году, в период обсуждаемых в британской прессе переговоров о выкупе китайской стороной предприятия-легенды национального автомобилестроения, английская группа «The Chemical Brothers» выпустила песню «Believe» (рус. Верь), клип к которой был снят в цехах Longbridge plant.